# Saint-Berthevin
Saint-Berthevin is een gemeente in het Franse departement Mayenne (regio Pays de la Loire). De gemeente telde 7.384 inwoners op 1 januari 2022. De plaats maakt deel uit van het arrondissement Laval.

## Geschiedenis
De plaats werd voor het eerst genoemd in 1075. Het ging om een kasteel met een dorp errond in het Forêt de Concise, een woud dat zich uitstrekte tot de poorten van Laval en een grafelijk jachtdomein was. Tegen het einde van de middeleeuwen was het bos grotendeels gekapt en omgezet in landbouwgrond. In het midden van de 16e eeuw werd begonnen met de ontginning van marmer. Het roze marmer van Saint-Berthevin was van de 16e tot de 19e eeuw bekend in Frankrijk en daarbuiten. Langs de Vicoin stonden negen watermolens.
In 1745 werd de koninklijke weg tussen Parijs en Rennes recht getrokken. Tussen 1840 en 1914 was de fabricage van ongebluste kalk in een achttal kalkovens de belangrijkste economische activiteit. In 1888 werd een spoorwegstation geopend, maar dit sloot in 1938 voor reizigersvervoer.

## Geografie
De oppervlakte van Saint-Berthevin bedroeg op 1 januari 2022 32,11 vierkante kilometer; de bevolkingsdichtheid was toen 230 inwoners per km².
De Vicoin stroomt over een afstand van 12 km door de gemeente. Het Lac Bleu is een meer in een voormalige kalksteengroeve en is 50 tot 70 m diep. Het Forêt de Concise beslaat in de gemeente een oppervlakte van ongeveer 500 ha.
De autosnelweg A81 loopt door de gemeente.
De onderstaande kaart toont de ligging van Saint-Berthevin met de belangrijkste infrastructuur en aangrenzende gemeenten.

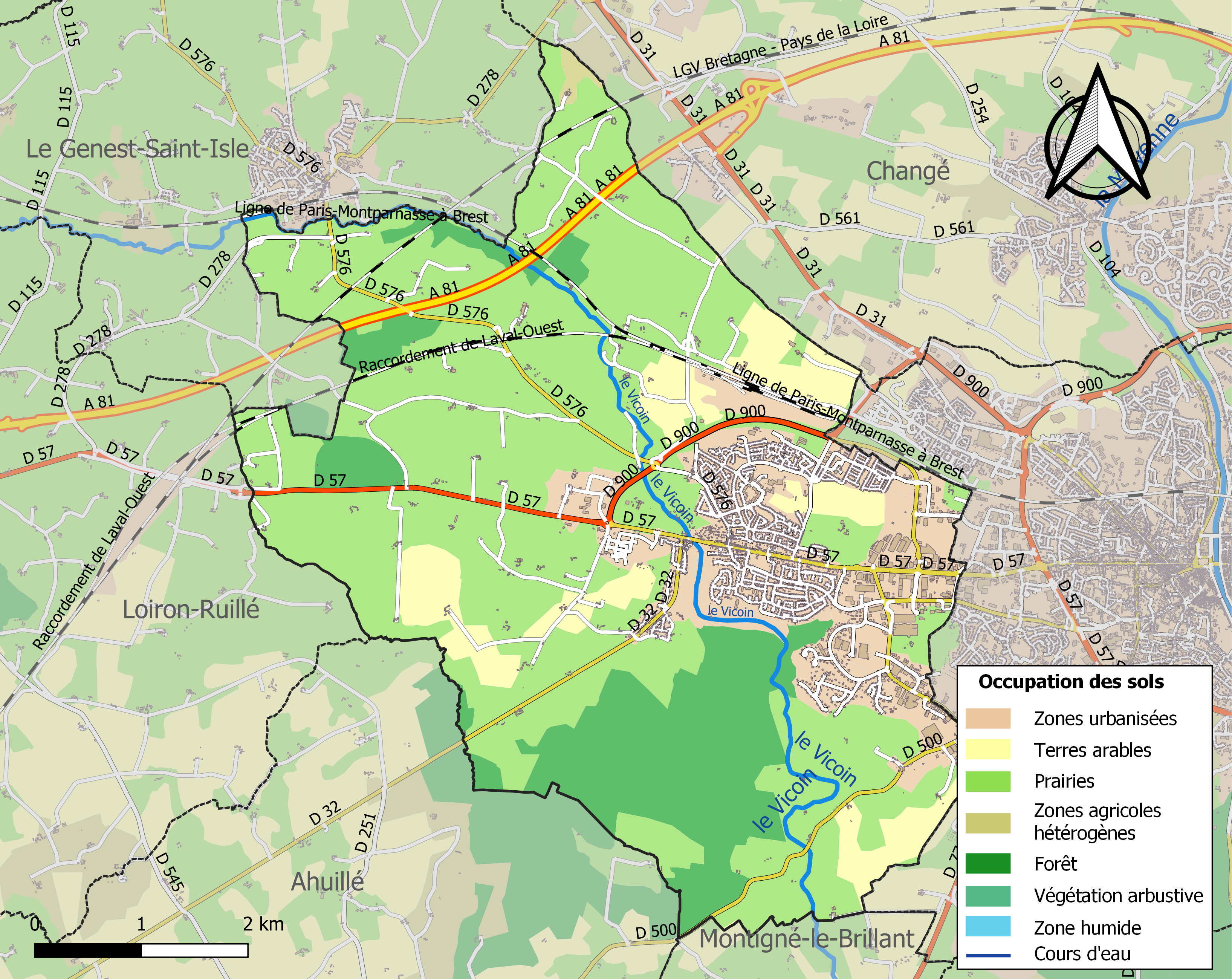

## Demografie
Onderstaande figuur toont het verloop van het inwonertal (bron: INSEE-tellingen).

## Bezienswaardigheden
- De rooms-katholieke kerk Saint-Berthevin is gewijd aan de legendarische heilige die zijn naam gaf aan de gemeente. Berthevin zou hier door jaloerse edellieden zijn vermoord en gedumpt in een meer. De heilige werd tijdelijk begraven in een grot in de gemeente en deze plaats was lang een bedevaartsoord. Al in de 9e eeuw zou er een kerk of kapel geweest zijn, maar de oudste delen van de huidige kerk (het schip en een deel van het koor) zijn romaans. Rond 1730 werd de toren gebouwd en werd de bouwvallige kerk opgeknapt. In 1830 werd het koor verlengd en in 1833 en 1851 werden er zijkapellen gebouwd. In 1970 werd de kerk gerestaureerd.[4] Binnenin zijn twee retabels van Jean en Michel Langlois uit 1657.
- Moulin de Coupeau is een watermolen die teruggaat tot 1312. Tot het midden van de 20e eeuw waren nog drie watermolens actief in Saint-Berthevin.

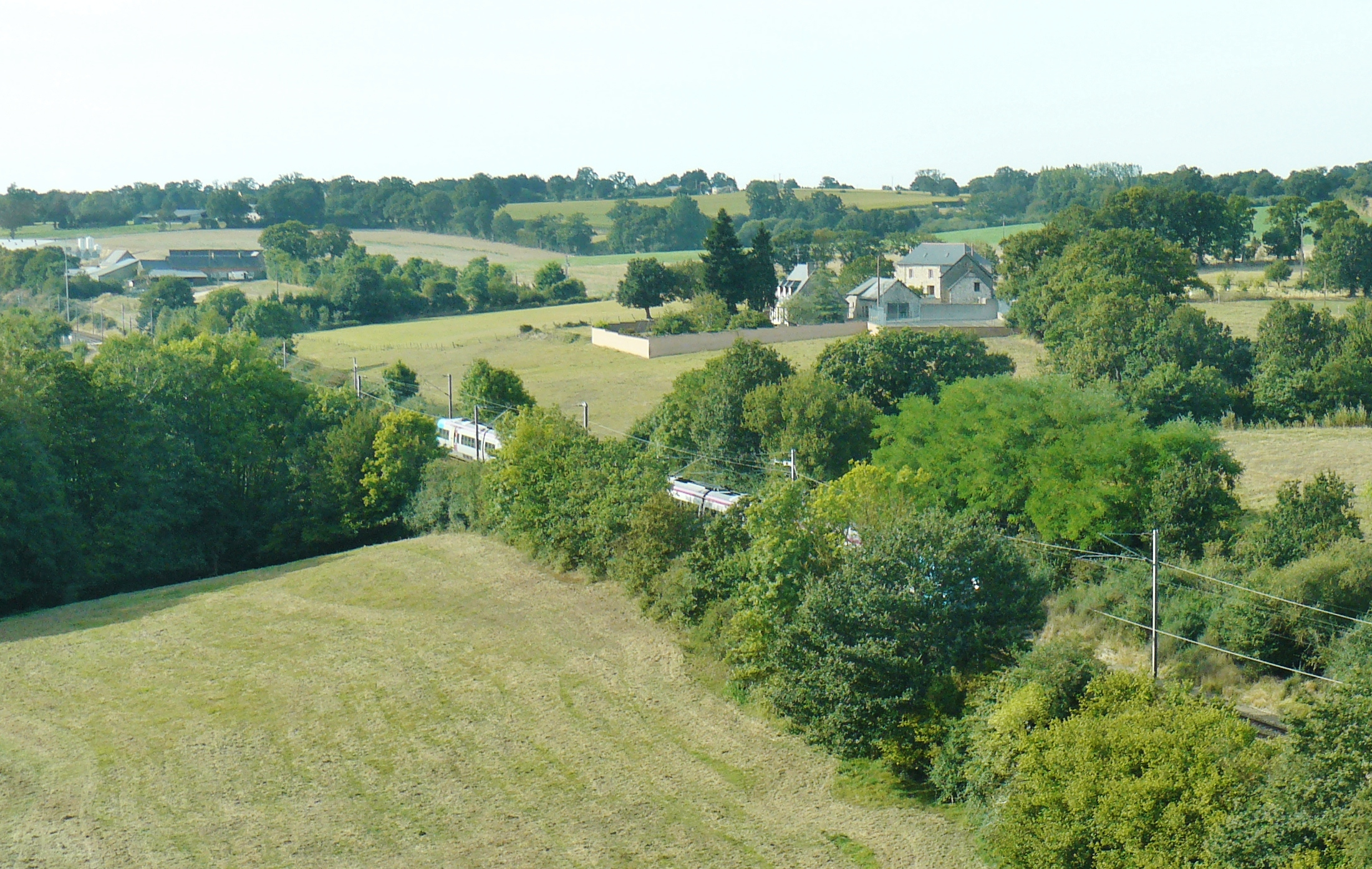
Landschap
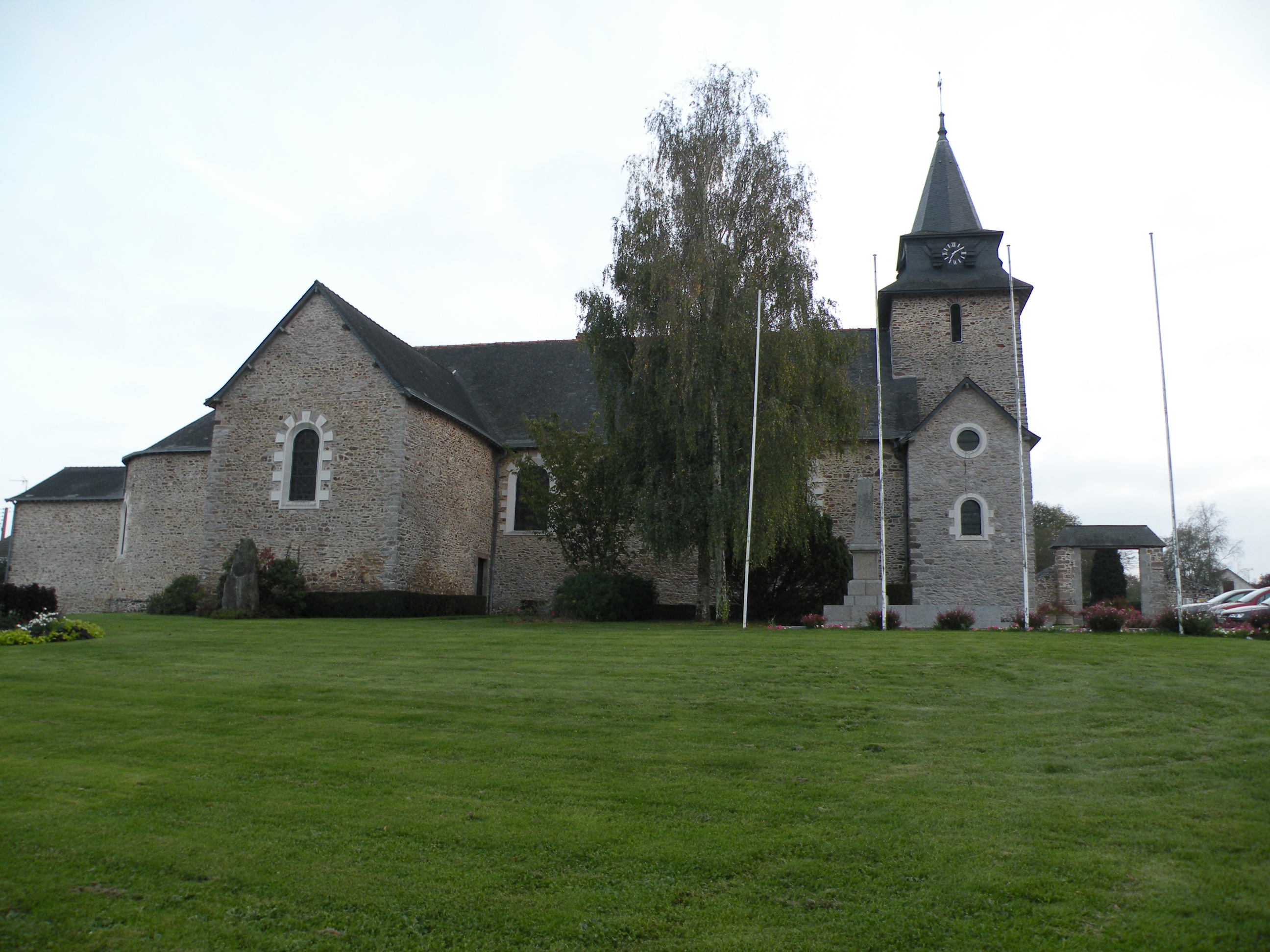
kerk Saint-Berthevin
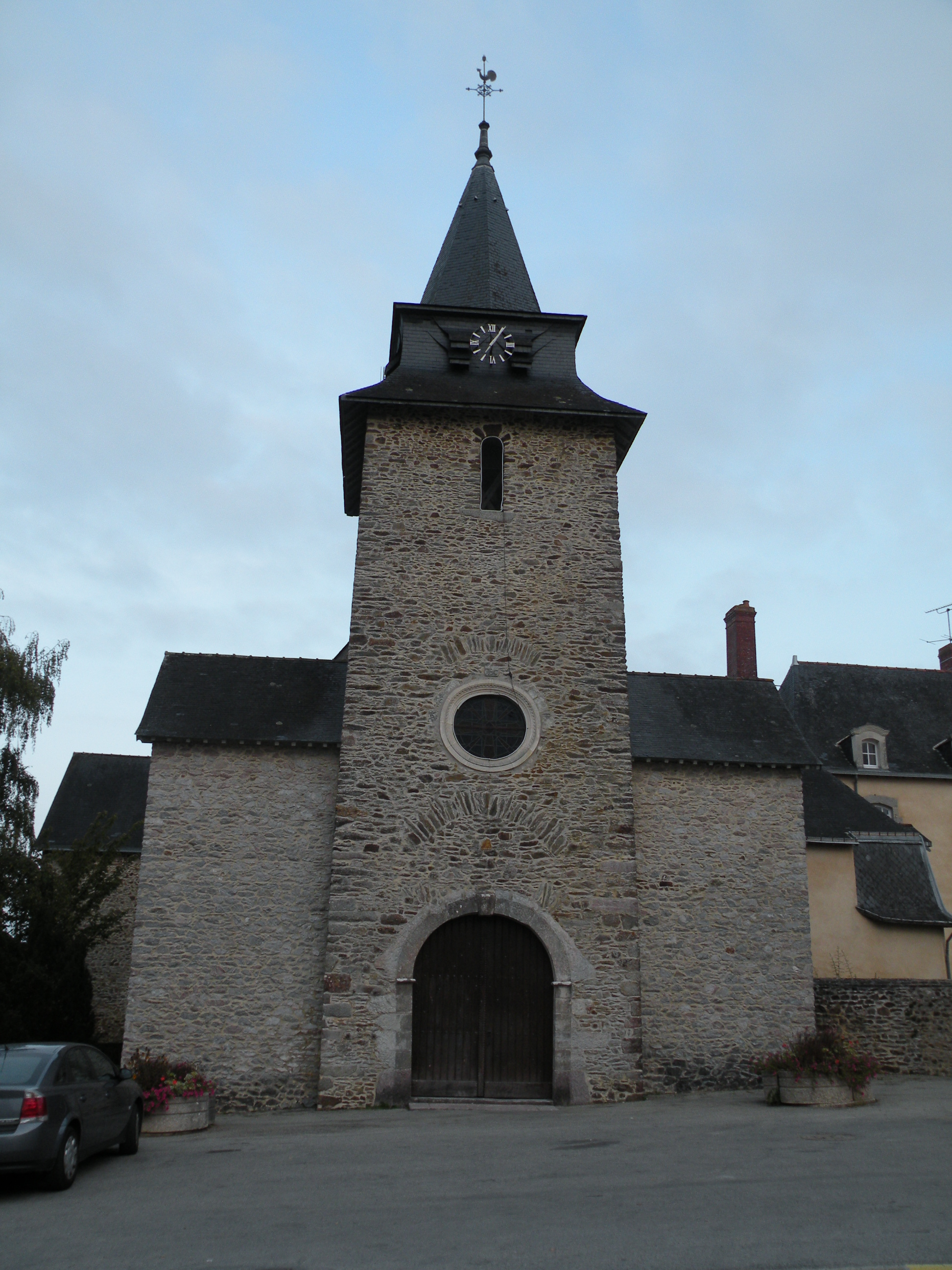
kerk Saint-Berthevin (toren)
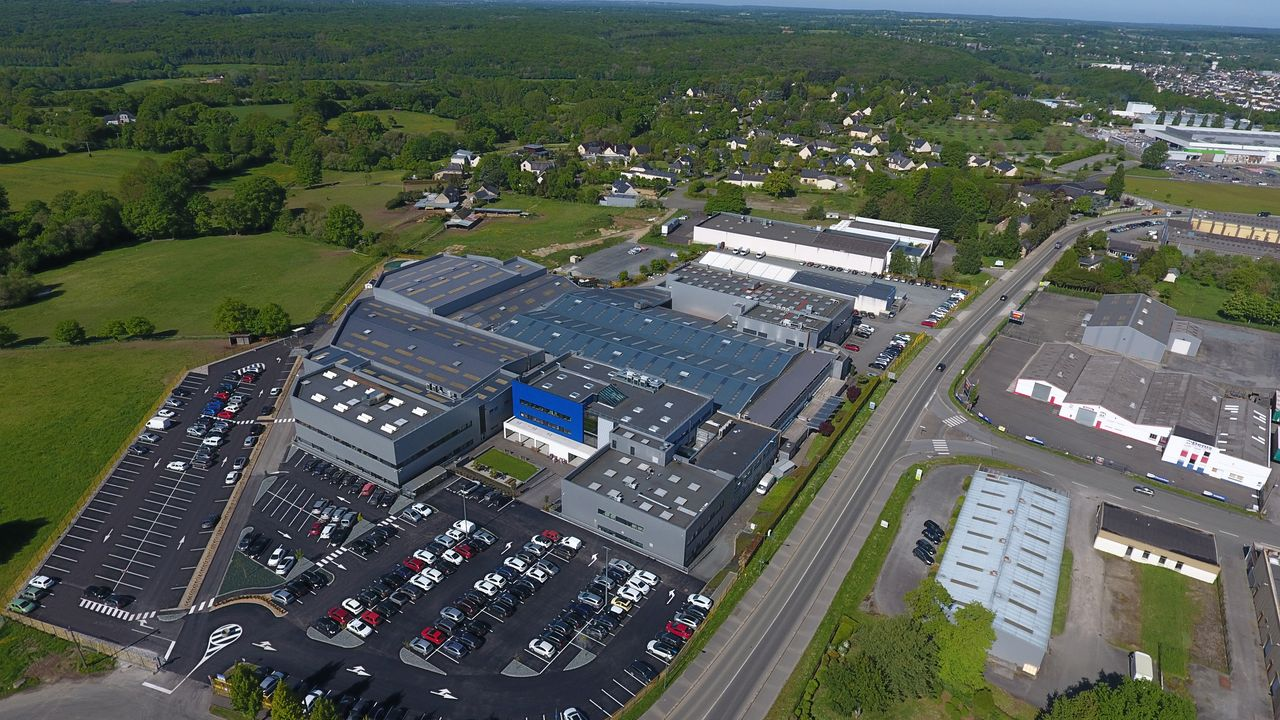
Bedrijventerrein